# Josepha Mendels

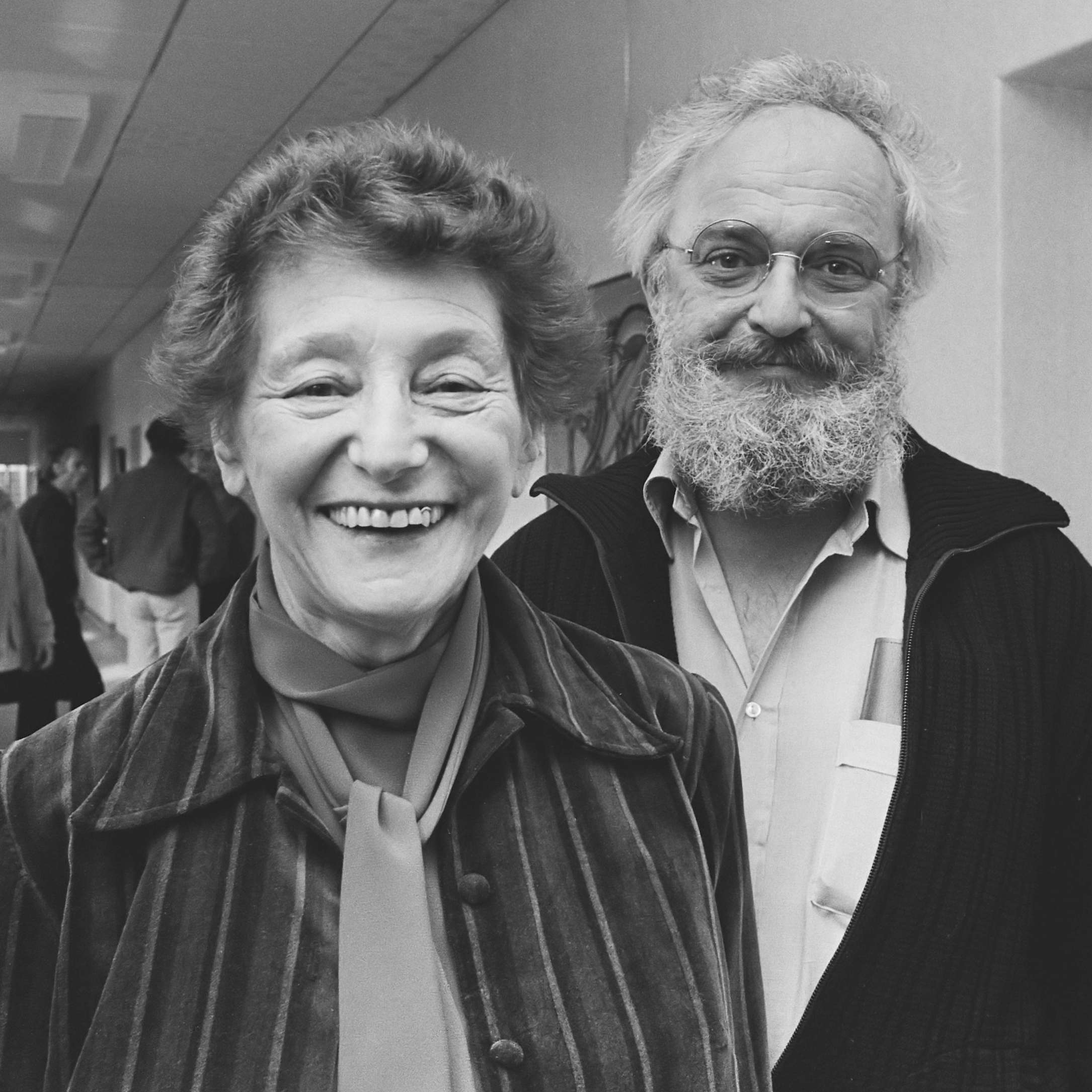
Josepha Mendels en Tony van Verre (1982)

Josepha Mendels (Groningen, 18 juli 1902 - Eindhoven, 10 september 1995) was een Nederlands schrijfster en actrice. Tijdens de Tweede Wereldoorlog was ze Engelandvaarster.

## Levensloop
Josepha Mendels was de dochter van Isidore Mendels, een leraar Nederlands. In 1920 deed ze MMS-eindexamen en volgde daarna de kweekschool. Toch werd ze geen onderwijzeres, maar gouvernante. In 1927 verhuisde ze naar Den Haag waar ze al gauw directrice werd bij het 'Zwaluwnest', waar arme joodse meisjes 's avonds een opleiding konden volgen. Vanaf 1936 was Josepha Mendels journaliste en werkte in Parijs als correspondente voor Nederlandse kranten. Daar woonde zij vanaf 1958 samen met kunstschilderes Berthe Edersheim. Vanaf 1992 woonde ze weer in Nederland.

## De oorlogsjaren
Op 10 mei 1940 kreeg ze te horen dat ze niet meer onder haar eigen (joodse) naam mocht schrijven. Dat weigerde ze, dus ze stopte met werken. Ze zorgde voor valse identiteitspapieren en vertrok naar onbezet Frankrijk. Op 7 november 1942 bereikte zij Perpignan en ondanks de koude begon zij aan de tocht over de Pyreneeën. De passeur bleek geen goede bedoelingen te hebben en beroofde haar van alles, inclusief het manuscript van haar eerste roman. Bij aankomst in Spanje werd ze gearresteerd en naar de gevangenis van Figueres gebracht. Op 15 januari 1943 werd ze weer vrijgelaten, zodat ze de reis kon voortzetten, nu legaal, en Madrid bereikte. Daar moest ze op een visum wachten, maar al in mei 1943 mocht ze door naar Lissabon. Op 11 juni 1943 vloog ze naar Engeland. In Engeland werd ze in de Patriotic School verhoord. Ze kreeg een baan in Stratton House. Op de Franse afdeling van de Inlichtingendienst moest zij berichten afluisteren. Later werd zij medewerkster van Nouvelles de Hollande, een informatieblad voor Franstaligen.

## Na de oorlog
Na de oorlog was zij een van de eerste bewust ongehuwde moeders. Op 46-jarige leeftijd kreeg zij een zoon. Ze is nooit getrouwd geweest.

## Schrijfster

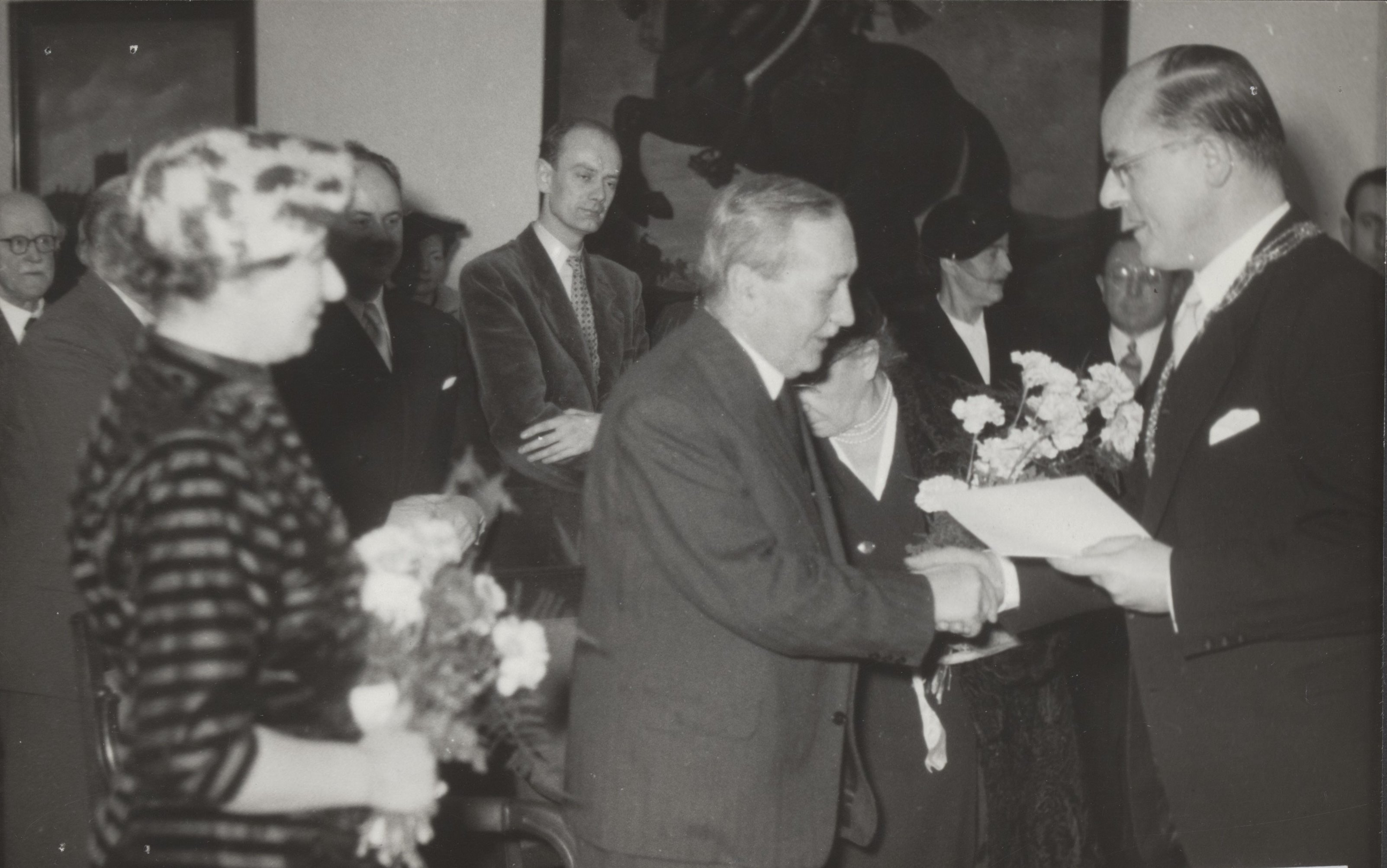
Mendels (links) bij de uitreiking van de Vijverbergprijs (1951)

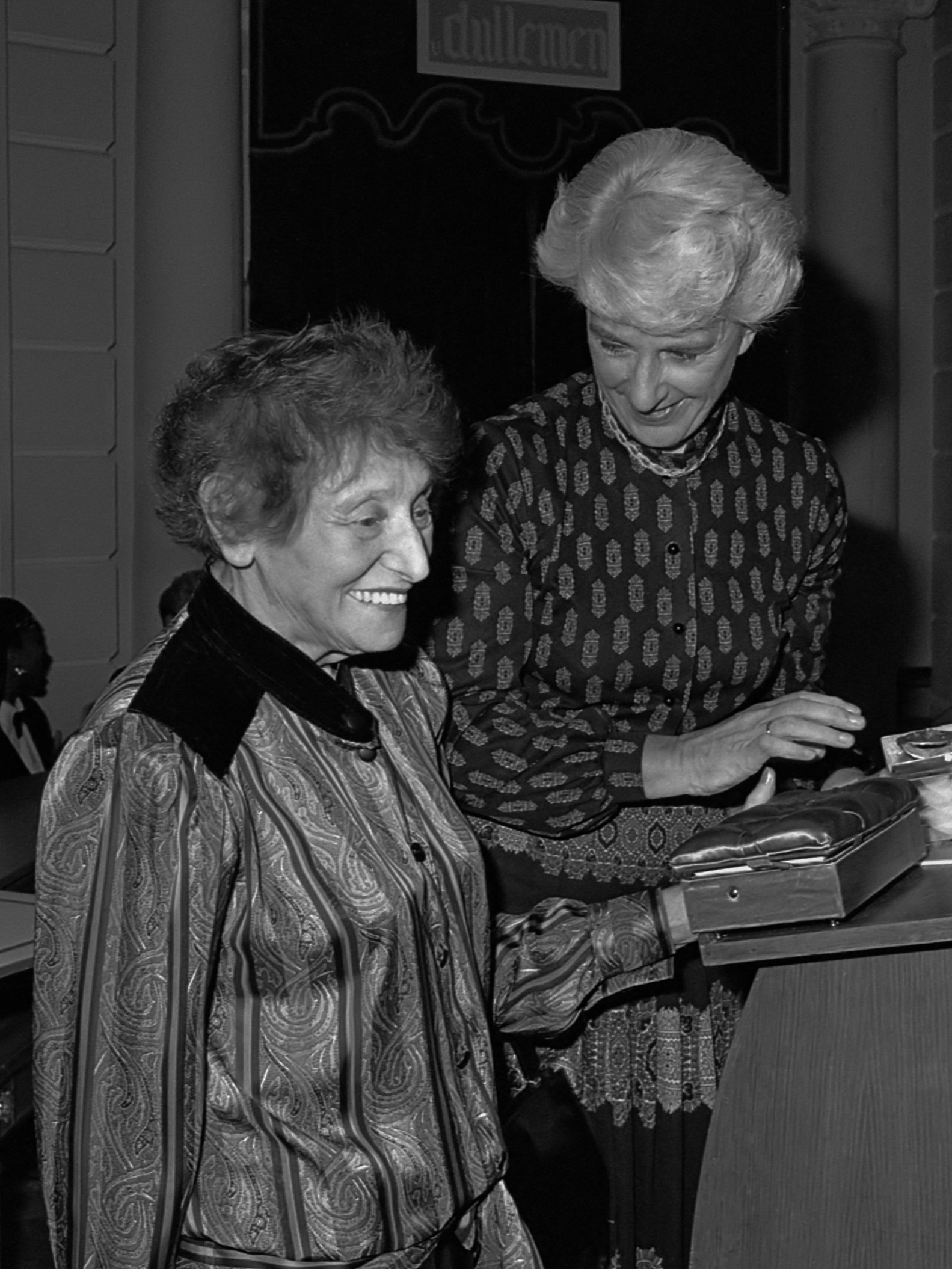
Josepha Mendels ontvangt de Anna Bijns Prijs (1986)

In 1947 publiceerde Mendels haar eerste roman: Rolien en Ralien. In 1950 kreeg ze de Vijverbergprijs voor Als wind en rook. In 1954 schreef ze een kookboek en een kinderboek: De vader van Robinson Crusoë, dat uitgeroepen werd tot beste kinderboek van de maand. In 1986 kreeg zij voor haar hele oeuvre de (toen nieuwe) Anna Bijns prijs uitgereikt, een prijs speciaal voor vrouwelijke auteurs.

### Romans
- Rolien en Ralien (1947)
- Je wist het toch... (1948); deutsch: Du wusstest es doch : Roman, aus dem Niederländischen von Marlene Müller-Haas, Berlin : Verlag Klaus Wagenbach, [2018], ISBN 978-3-8031-3298-7
- Als wind en rook (1950)
- Alles even gezond bij jou (1953)
- Bon appétit! (1954, kookboek)
- Zoethout en etamien en andere novellen (1956)
- Twee schouderbandjes (1957)
- Heimwee naar Haarlem (1958)
- De speeltuin (1970)
- Welkom in dit leven (1981)
- Spel is het leven (Rolien en Ralien/Als wind en rook/De speeltuin) (1985)
- Joelika en andere verhalen (1986)
- Het rode kerkhof (bibliofiel, 200 ex.) (1987)
- Alle verhalen (1988)

## Actrice
Pas laat in haar leven werd Mendels ook actrice. In Parijs speelde zij in het avant-gardestuk 'Grenouille' van Pierre Sala. Ze heeft ook in enkele tv-films gespeeld, La dame des dunes, Petit déjeuner compris